# О красивой Салли
«О красивой Салли» (чеш. O parádivé Sally, англ. Sally; также известный как Клокмэн) — чехословацкий короткометражный анимационный фильм 1976 года, снятый режиссёром Дагмар Дубковой.

## Сюжет
Девочка по имени Салли получает оранжевые перчатки от своей мамы, которая предупреждает её их не терять поскольку это может расстроить её бабушку. После этого она выходит на улицу погулять. После прогулки Салли замечает что её перчатки пропали. Она их искала по всему городу, но нигде не нашла их. Затем, она замечает замок, в котором живёт волшебник. Она решает постучать ему в дверь, чтобы волшебник сделал для неё новые перчатки. После чего волшебник спрашивает её о том, что она хочет. После чего отвечает, что она хочет новые оранжевые перчатки, которые пропали. Он даёт ей перчатки и говорит ей, чтобы она рассказала всё маме, ибо он её похитит ночью и заставит её работать. Салли обрадовшись новым перчаткам идёт домой и обедает, ничего не сказав маме. Наступает ночь, и она идёт спать. Однако, узнав о том что Салли не договорилась с волшебником, он её похищает и ведёт её в свой замок. Он затем говорит ей, чтобы она вышила все звёзды для неба. Она начинает их вышивать, и волшебник их расскладывает по всему небу. После проделанной ею работы, он возвращает её домой. Следующим утром она рассказывает маме о том как она потеряла перчатки, и кто их нашёл. Мультфильм заканчивается волшебником, который наблюдает за ними, держа в руке телескоп.

## Создатели
- Рассказчик — Рудольф Грушинский (оригинал), Пёрл Питерсон (дубляж)
- Режиссёр-художник — Дагмар Дубкова
- Сценаристы — Ян Владислав, Дагмар Дубкова
- Продюсер — Здензек Бумба
- Композитор — Иржи Стивин
- Оператор — Ясон Силхан
- Монтажёр — Квета Маскова
- Звукорежиссёр — Бенжамин Аструг
- Мультипликатор — Илья Сейнер
- Студия — Krátký Film Praha

## Производство
Мультфильм был создан в 1976 году чешской киностудией короткометражных фильмов Krátký Film Praha. Мультфильм является экранизацией книги Яна Владислава «Кошачий король и девять других страшных историй» (чеш. O kočičím králi a devět dalších hrůzostrašných pohádek) 1971 года, которая была вдохновлена английской народной сказкой «Старик в белом доме» (англ. The Old Man in the White House) 1897 года. Оператором выступил Ясон Силхан, а режиссёром, сценаристом и художником-постановщиком — Дагмар Дубкова.

## Релиз
Из-за коммунистического строя Чехословаки создатели не знали где, куда, когда покажут и отправят их мультфильм. Его впервые показали в Готвальдовском кинофестивале в 1977 году. Позже, он был передан американской образовательной корпорации LCA, которая перевела его на английский язык, и назвав его как «Салли» мультфильм был передан COE Films для показа в шоу «Pinwheel» телеканала Nickelodeon.

## Интересные факты
- До 2017 года не было известно оригинального название, а «Клокмэн» — было условным.
- На протяжении долгих лет мультфильм считался утерянным, так как официально не выпускался на видеоносителях. Лишь в 2017 году мультфильм был выложен в сеть[5][неавторитетный источник], а английская версия — в 2018 году[6][неавторитетный источник].